# Pilsgate
Pilsgate är en by i civil parish Barnack, i distriktet Peterborough, i grevskapet Cambridgeshire i England. Byn är belägen 4 km från Stamford. Pilsgate var en civil parish 1866–1887 när blev den en del av Barnack. Civil parish hade 125 invånare år 1881. Byn nämndes i Domedagsboken (Domesday Book) år 1086, och kallades då Pillesgate.